# Каменоделство
Занаятът каменоделство, състоящ се от създаване на сгради, структури и скулптури от камък, съществува още от зората на цивилизацията. Този материал се използва за съграждането на много от устойчивите древни паметници, артефакти, катедрали и градове в широка културна палитра. Световноизвестни продукти на каменоделството включват Тадж Махал, инкската стена на Куско, моаите на Великденския остров, египетските пирамиди, Ангкор Ват, Тиуанако, Теночтитлан, иранският Персеполис, гръцкият Партенон, Стоунхендж, Нотър Дам дьо Шартър и много други.
В с. Кунино се намира единствената в България Професионална гимназия по каменообработване в България. На 26 февруари 2004 г. бивши възпитаници създават Сдружение на каменоделците в България, с цел да защитят независимостта и правата си на упражняване на каменоделския занаят.

## Други
На каменоделството е наречена улица „Каменоделска“ в квартал „Хаджи Димитър“ в София (Карта).